# Alicia Edelweiss

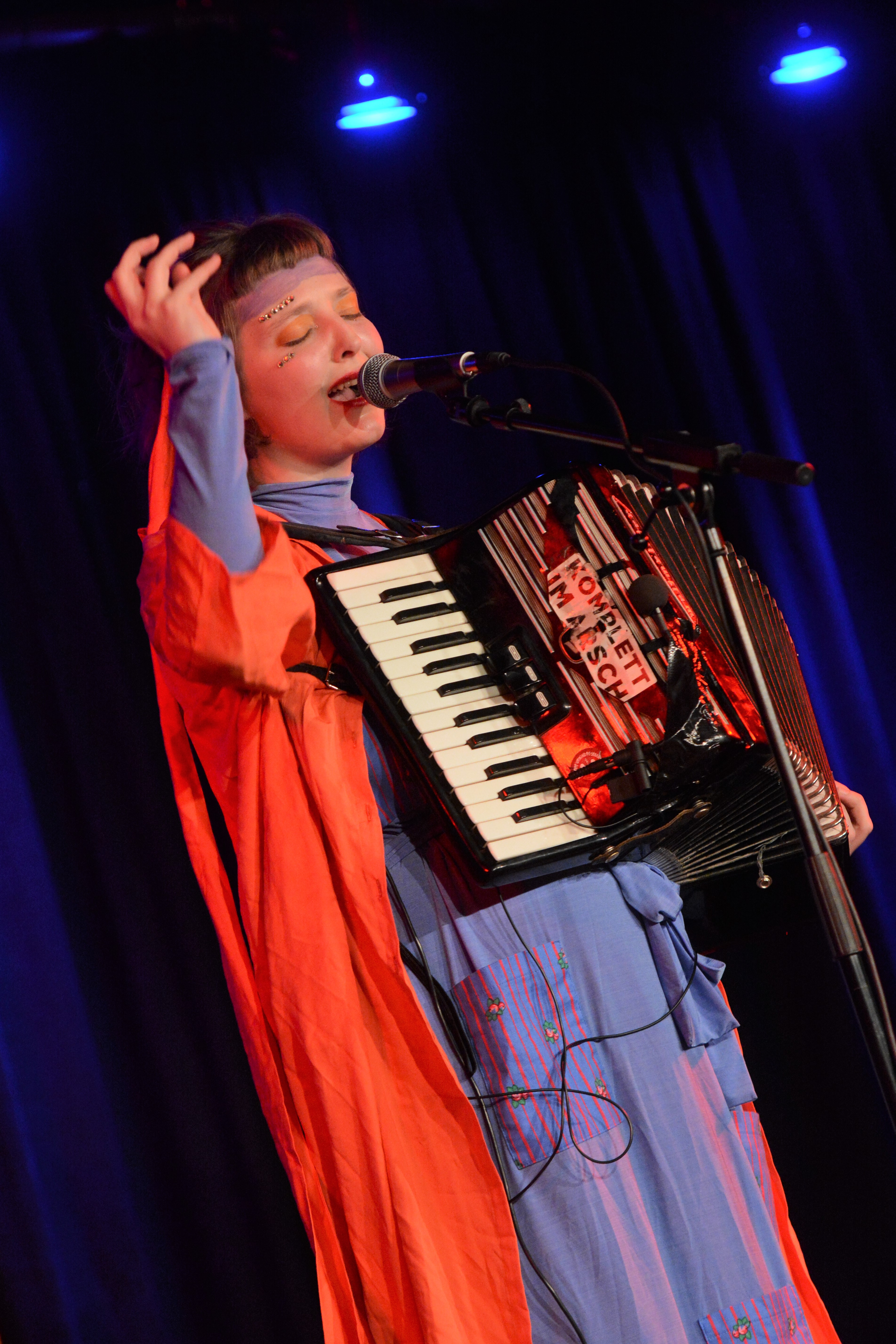
Alicia Edelweiss am Akkordeonfestival, Wien 2019

Alicia Edelweiss (geboren 1992 in Klagenfurt als Edelweiss Danner) ist eine britisch-österreichische Singer-Songwriterin. Sie lebt in Wien und gilt als Repräsentantin der Stilrichtungen Freak-Folk, Anti-Folk, Chamber Pop und Art Pop.

## Leben und Werk
Alicia Edelweiss wuchs in Klagenfurt und Waidhofen an der Ybbs auf. Mit fünf Jahren durfte sie sich einen neuen Vornamen aussuchen und sie wurde offiziell in Alicia umbenannt. Sie kombinierte ihn später mit ihrem ursprünglichen Vornamen zu ihrem Künstlernamen. In ihren selbstgeschriebenen Lieder geht es um autobiografische Geschichten, ihre Abenteuer und Erfahrungen. Ihre Themen sind Heimatlosigkeit, Frau-sein oder unfreundliche Menschen. Im Alter von 19 Jahren reiste sie zwei Jahre per Anhalter durch Europa. In Spanien begann sie Straßenmusik zu machen, in Portugal eigene Lieder zu schreiben. Sie singt und spielt Akkordeon, Gitarre, Klavier, Ukulele. Bei Auftritten integriert sie Zirkus- und Schauspielelemente; sie experimentierte mit Clownerie und Hula-Hoop. Sie trat in weiten Teilen Österreichs auf, mehrfach im Radiokulturhaus, zur Eröffnung der O-Töne 2019 im MuseumsQuartier, beim Volksstimmefest in Wien, im Grazer Orpheum, bei der Intertonale in Scheibbs, sowie in vielen Städten Europas, in Deutschland, Polen, Großbritannien und Frankreich. Im Februar 2020 gastierte sie in der Hamburger Elbphilharmonie, gemeinsam mit Sigrid Horn.
Zu ihrem Trio, mit dem sie neben ihren Solo-Konzerten häufig auftritt, gehören der Cellist Lukas Lauermann und der Geigenspieler Matthias Frey.
Sie war von 2016 bis 2020 Akkordeonistin in der Ansa Panier, der Band von Voodoo Jürgens.

## Diskografie
Alben
- 2012: I Should Have Been Overproduced[13]
- 2016: Mother, How Could You – A Sick Tragic Comedy in 10 Acts
- 2019: When I’m Enlightened, Everything Will Be Better (Medienmanufaktur Wien)[14]

Singles
- 2016: Unfriendly People
- 2016: We’re All Fucked Up
- 2019: Leonie
- 2019: The Cockroaches and Me
- 2021: Dreck[15]

## Filmografie
- 2025: Happyland